# Cover-boy
Cover-boy è un film del 2006 diretto da Carmine Amoroso.

## Trama
Ioan, un giovane di Bucarest, è rimasto orfano di padre durante la Rivoluzione rumena del 1989. Il ragazzo, spinto da un amico, decide di emigrare in Italia con un pugno di soldi per tentare di raggiungere una vita economica migliore.
Dopo un lungo viaggio in treno giunge da solo a Roma. Qui si trova immediatamente di fronte alla difficoltà di vivere senza quattrini. Nella capitale italiana è obbligato a dormire per strada e a lavarsi in posti di occasione. Dopo qualche giorno, con la complicità di un altro immigrato sconosciuto, riesce ad intrufolarsi nel bagni adibiti agli inservienti della stazione Termini. Mentre i due si stanno lavando vengono scovati da Michele, un italiano che lavora come addetto alle pulizie per una società che sopravvive di appalti, il quale, per paura di perdere il posto di lavoro, caccia i due stranieri. Uscendo dai bagni lo sconosciuto approfitta della situazione per rubare un lettore CD di Michele.
La sera seguente Ioan, ancora spaesato e alla ricerca di un luogo dove coricarsi, decide di tornare negli spogliatoi del personale della stazione per passare la notte. L'indomani Michele lo scopre di nuovo e dopo una dura discussione per il piccolo furto del giorno precedente vengono alle mani. Ioan ha la peggio. Al termine del diverbio Michele comprende che in realtà Ioan è innocente e capita la difficoltà dell'immigrato, gli offre un letto nella propria abitazione per pochi euro al giorno. Michele alloggia in un piccolo e vecchio appartamento di proprietà di un'attrice di scarso successo. Anche l'italiano non se la passa bene economicamente, e fa fatica a pagare il canone di locazione. La sua famiglia non lo ha potuto sostenere negli studi e così ha vissuto per vent'anni come precario rimbalzando da un lavoro ad un altro.
Michele e Ioan diventano presto amici: iniziano a mangiare assieme e a condividere momenti felici. Nel frattempo Ioan trova lavoro clandestinamente come meccanico presso un'officina sfasciacarrozze e, per un breve periodo, ottiene un po' di stabilità economica. I due sognano di risparmiare qualche soldo da investire in Romania, per abbandonare la loro precaria e difficile situazione lavorativa e aprire un ristorante sul delta del Danubio. L'italiano, ammaliato dal progetto e dal fascino del rumeno, che spesso ama osservare nella propria bellezza, poco a poco s'innamora del proprio convivente.
Dopo qualche tempo, Michele, a causa di una riduzione del personale effettuata dalla società di pulizie per cui lavora, che ha perso l'appalto per la pulizia della stazione Termini, viene licenziato. Affranto e frustrato per il nuovo stato di disoccupazione, il quarantenne tenta di rimettersi subito all'opera recandosi all'ufficio di collocamento, ma il proprio curriculum non gli consente un immediato reimpiego. La paura di deludere Ioan e di non poter raggiungere il progetto comune spingono Michele a tacere il proprio licenziamento all'amico.
Il mese successivo a seguito di un controllo della polizia anche Ioan viene licenziato. Il rumeno scopre allora che anche Michele è senza lavoro e, deluso per la menzogna, dopo una lite, decide di tornare a vivere solo per la strada. Michele, disperato per l'abbandono del suo amato, si butta per le vie della città finché non ritrova il ragazzo e riesce a convincerlo a ritornare a casa. I due sono in grossa difficoltà economica e faticano a pagare l'affitto alla padrona di casa. Una mattina Ioan, girovagando per la città alla ricerca di un lavoro qualunque, incontra l'amico connazionale che lo aveva convinto a partire per l'Italia. Quest'ultimo sopravvive prostituendosi nell'ambiente omosessuale e prova a coinvolgere nel lavoro anche Ioan che però rifiuta seccamente. Nei giorni seguenti per Michele e Ioan si aprono nuove prospettive. L'italiano viene assunto nuovamente da un'impresa di pulizie. Invece, nella vita del rumeno, quasi per caso, irrompe una famosa fotografa, Laura, che offre a Ioan un lavoro come ragazzo copertina e lo convince a trasferirsi a Milano. Michele, nonostante il ritrovato impiego, è affranto dalla partenza del ragazzo che ama e cade in depressione.
Intanto Ioan a Milano inizia la convivenza con Laura, con cui intraprende anche una relazione sessuale d'opportunità. Il rumeno si adatta abilmente all'attività di modello e riesce a risparmiare un po' di soldi e ad acquistare anche un'automobile. La relazione tra Ioan e Laura si interrompe bruscamente quando il rumeno si infastidisce del fatto che sia stata utilizzata una foto che lo ritrae come una sorta di profugo di guerra nudo, derivata da un fotomontaggio con una foto originale della Rivoluzione rumena del 1989 scattata dalla stessa fotografa Laura quando era fotoreporter di guerra, sfruttata per meri scopi pubblicitari per una marca di vestiario.
Ioan decide di tornare a Roma e durante il viaggio chiama telefonicamente a casa della padrona di casa (proprietaria anche dell'unico telefono fisso di entrambi gli appartamenti che funge da recapito anche per gli inquilini dell'appartamento affittato) per chiedere di Michele, ma questa stizzita per il tardo orario della telefonata non accetta di scendere al piano sottostante per passare la telefonata a Michele. Dunque Ioan prega la padrona di casa di riferire almeno il suo messaggio all'amico, ovvero che lui sta per tornare con la macchina per partire poi in Romania e realizzare il loro sogno, ma questa non si prende la briga neanche di passare il messaggio. Ioan raggiunge quindi Michele ma purtroppo egli, spinto dalla solitudine e dall'ennesimo fallimento in ambito professionale, si toglie la vita nello stesso appartamento in cui i due avevano convissuto in precedenza, senza sapere del messaggio di Ioan che forse avrebbe potuto salvargli la vita. Insieme avrebbero dovuto iniziare un viaggio on the road in Romania per realizzare il progetto di aprire un ristorante sul delta del Danubio, dove Michele avrebbe cucinato le specialità italiane. Ioan decide di partire da solo, per coronare il piccolo sogno concordato con l'amico: il ristorante si sarebbe chiamato "Da Ioan e Michele".

## Produzione
La pellicola prodotta a basso costo con un budget di soli 300 000 euro, è stata girata in formato digitale HDV Sony con una cinepresa maneggevole e di piccole dimensioni, il che ha consentito di risparmiare e girare riprese professionali in luoghi dove la macchina doveva restare nascosta.
È ambientato principalmente a Roma fra il Pigneto e la stazione Termini.
Il film ha visto l'interpretazione come protagonisti di Eduard Gabia, nel ruolo di Ioan, e Luca Lionello, nei panni di Michele. Chiara Caselli ha impersonata Laura, una fotografa di successo. Il film ha visto anche la partecipazione di Luciana Littizzetto quale padrona di casa dell'appartamento concesso in locazione a Michele.

## Distribuzione
Il film è stato presentato  alla prima edizione del Festival Internazionale del Film di Roma del 2006. In seguito è stato proiettato in numerosi festival internazionali, ricevendo diversi premi, ma è uscito in poche sale italiane solo il 21 marzo 2008 grazie alla distribuzione dell'istituto Luce.
Il film è noto anche come Cover Boy oppure con il sottotitolo Cover Boy - L'ultima rivoluzione.

## Riconoscimenti
- 2008 - Premio Oscar
  - Candidatura al miglior film straniero[5]
- 2007 - Festival Politico di Barcellona
  - Miglior film
- 2007 - Med Film festival
  - Miglior film
- 2007 - Mostra del Cinema di Valencia]
  - Migliore attore a Luca Lionello
  - Migliore fotografia
- 2007 - Premio Sergio Leone
  - Miglior film
- 2007 - Transilvania International Film Festival
  - Migliore attore a Luca Lionello
- 2008 - Bobbio Film Festival
  - Premio "Gobbo d'oro" al miglior film
  - Premio del pubblico
- 2008 - Est Film Festival
  - Arco d'oro - miglior lungometraggio
  - Arco d'argento - premio del pubblico